# Paukaa
Paukaa est une ville de l’État d'Hawaï, aux États-Unis. Elle a le statut de census-designated place.

## Démographie
| 2000 | 2010 | - | - | - | - |
| ---- | ---- | - | - | - | - |
| 222  | 425  | - | - | - | - |

Elle compte 495 habitants au recensement de 2000.